# Cruz Alta
Cruz Alta este un oraș în Rio Grande do Sul (RS), Brazilia.